# Пиер Тю
Пиер Джоузеф Тю (на английски: Pierre Joseph Thuot) е американски тест пилот и астронавт на НАСА, участник в три космически полета.

## Образование
Пиер Тю завършва елитния колеж Fairfax High School, Феърфакс, Вирджиния през 1973 г. Става бакалавър по физика във Военноморската академия на САЩ в Анаполис, Мериленд, през 1977 г. През 1985 г. получава магистърска степен по системен мениджмънт от Университета на Южна Калифорния. През 2004 г. защитава втора магистратура по мениджмънт в Харвард.

## Военна кариера
Тю става морски пилот през юли 1977 г. През август 1978 г. е зачислен в състава на бойна ескадрила 101 (VF-101), оперираща със самолет F-14 Томкет. След това е прехвърлен в бойна ескадрила 14 (VF-14), с която служи последователно на самолетоносачите USS John F. Kennedy (CV-67) и USS Independence (CV-62). През май 1982 г. завършва школа за тест пилоти. От юни 1983 г. работи по програми на USN за развитие и усъвършенстване на F-14A Томкет, А-6E Интрюдър и последната версия на F-4J Фантом II. През юни 1984 г. е назначен за инструктор в школата за тест пилоти.
В летателната си практика Тю има над 3500 полетни часа на повече от 50 различни типа самолети и над 270 кацания на палубата на самолетоносач.

## Служба в НАСА
Пиер Джоузеф Тю е избран за астронавт от НАСА на 4 юни 1985 г., Астронавтска група №11. Взима участие в три космически полета и има 654 часа в космоса, от които почти 18 часа извънкорабна дейност.

### Полети
| Космически полети на Пиер Джоузеф Тю                     | Космически полети на Пиер Джоузеф Тю | Космически полети на Пиер Джоузеф Тю | Космически полети на Пиер Джоузеф Тю | Космически полети на Пиер Джоузеф Тю | Космически полети на Пиер Джоузеф Тю | Космически полети на Пиер Джоузеф Тю |
| №                                                        | Дата                                 | КК                                   | Емблема на мисията                   | Функции                              | Продължителност                      |                                      |
| -------------------------------------------------------- | ------------------------------------ | ------------------------------------ | ------------------------------------ | ------------------------------------ | ------------------------------------ | ------------------------------------ |
| 1                                                        | 28 февруари 1990                     | „Атлантис“, мисия STS-36             |                                      | Специалист на мисията                | 4 денонощия 10 часа 18 мин. 22 сек.  |                                      |
| 2                                                        | 7 май 1992                           | „Индевър“, мисия STS-49              |                                      | Специалист на мисията                | 8 денонощия 21 часа 17 мин. 38 сек.  |                                      |
| 3                                                        | 4 март 1994                          | „Колумбия“, мисия STS-62             |                                      | Специалист на мисията                | 13 денонощия 23 часа 16 мин. 41 сек. |                                      |
| Сумарно време в космоса – 37 дни 06 часа 51 мин. 41 сек. |                                      |                                      |                                      |                                      |                                      |                                      |

## След НАСА
Пиер Тю напуска НАСА през 1998 г. и започва работа в Орбиталната научна корпорация (на английски: Orbital Sciences Corporation) като вицепрезидент на групата за космически системи, базирана в Дълес, Вирджиния.

## Награди
- Медал за отлична служба;
- Легион за заслуги с дъбови листа;
- Медал за похвална служба;
- Медал за похвална служба на USN (2);
- Медал за служба в USN;
- Медал за национална отбрана (3);
- Национален медал за научни постижения;
- Медал на НАСА за участие в космически полет (3);
- Медал на НАСА за изключителни заслуги (2).